# Úplná emulace mozku
Úplná emulace mozku (z anglického whole brain emulation), někdy též mind upload (nahrání mysli do počítače) nebo mind transfer (transfer mysli) je hypotetický proces, při kterém je detailně skenován a mapován lidský mozek resp. mysl a reprezentace tohoto stavu je uložena do počítače nebo jiného vhodného média. Počítačově simulovaný model musí být natolik věrný, aby jeho chování bylo naprosto nerozeznatelné od originálu. Simulovaná mysl pak zaujme své místo buď v podobě avatara v simulovaném virtuálním světě nebo může být nahrána do útrob humanoidního robota. To jsou asi dvě nejčastěji uváděné představy jejího dalšího fungování.
Úplná emulace mozku je některými vědci považována za spekulativní a futuristickou, nicméně možnou technologii. Většina vědeckých časopisů a výzkumných fondů ale prozatím zůstává skeptická. V minulosti již proběhlo několik pokusů, žádnému se však zatím nepodařilo potvrdit, že by úplné emulace mozku bylo možno dosáhnout. Přesto velká část současného výzkumu a vývoje zahrnuje oblasti, které by, ať už přímo nebo nepřímo, mohly k dosažení této technologie přispět, jako například vývoj superpočítačů, virtuální reality, specializovaných rozhraní mezi mozkem a počítačem (BCI z anglického brain-computer interface), mapování a simulace mozků zvířat a stále se zdokonalujícího umění „čtení“ signálů a informací z živého mozku.
Mnozí filosofové uvažují, zda v emulovaném mozku může sídlit lidská mysl. Toto však může být rozporováno nebo odmítáno dualistickým pohledem na lidskou mysl, který je běžný v mnoha náboženstvích.